# Компликације механичке вентилације
Компликације механичке вентилације су нежељена стања или догађаји, понекад опасни по живот, који се могу јавити код болесника у било којој фази механичке вентилације.

## Компликације изазване интубацијом
Компликације које могу настати током постављања ендотрахеалне цеви укључују:
- трауму горњег дисајног пута и носа,
- авулзију зуба,
- орално-фарингеалне раздеротине,
- раздеротину или хематом гласница,
- раздеротину трахеје,
- перфорацију, хипоксемију и интубацију једњака.

Ненамерна (јатроген) интубацији десног главног матичног бронхуса регистровано је у 3-9% свих интубација код одраслих. Стопе аспирације су 8–19% код интубација које су изведене код одраслих без анестезије. Уз дуготрајну употребу ендотрахеалних цеви могу се јавити синузитис, некроза или стеноза трахеје, едем глотиса и пнеумонија повезана са вентилаторима.

## Вентилаторима узрокована повреда плућа
Код повреда плућа изазваних вентилацијом (акроним VILI: енг. Ventilator-induced lung injury), алвеоларни епител је у ризику од оштећења баротраумом и за волутраумом. Први препознати облик оштећења плућа изазван механичком вентилацијом назван је баротраума, којим се желела нагласити улога притиска као као могући узрочника ове врсте гасом изазване трауме. После овог открића Драјфус Солер и сарадници били су први који су скренули пажњу и на волотрауму, изазвану променом волумен гаса уместо притиска (као што је то случај код баротрауме), као једну од могућих компликација механичке вентилације.
Док се притисак у дисајним путевима расподељује кроз међусобну везу грудног коша и плућа у пропорцијама одређеним њиховим индивидуалним карактеристикама, запремина је јединствена варијабла заједничка за обе структуре. Свака концептуална разлика између волутрауме и баротрауме нестаје ако се узме у обзир транспулмонални притисак уместо притиска у дисајним путевима и напрезање (промена запремине (∆В енг. Volume change) у односу на волумен плућа у мировању (функционални резидуални капацитет (FRC енг. Functional residual capacity) уместо дисајне запремина. Ова два променљиве вредност нераскидиво су повезана константом која је пропорционална јединици притиска (тзв специфичном еластанцом), која је код човека је приближно 12–13 cmH2О.

### Баротраума
Баротраума је повреда шупљих органа и ткива, узрокована разликом притиска између гасом испуњених простора у телу и ваздушног простора у апарату, у току механичке вентилације, а односи се на пукнуће зида алвеола са накнадним уласком ваздуха у плеурални простор (пнеумоторакс) и/или продор ваздух дуж васкуларног снопа до медијастинума (пнеумомедиастинум).
Праву преваленцу баротрауме је тешко утврдити, али извештаји указују на стопу од 10%. Велике вредности дисајног волумене (> 10 мл/кг) и повишени вршни удисајни притисци  (Pplat > 35) су најважнији фактори ризика. Студије код пацијената са синдромом респираторног дистреса код одраслих (АРДС) показале су да је озбиљност основне патологије плућа бољи предиктор баротрауме од опаженог вршног инспирацијског притиска. Упркос томе, препоручују се вршни удисајни притисци испод 45 цм воде и висоравни притисци испод 30-35 цм воде.
Однос удисаја и издисаја може се подесити повећањем брзине протока удисаја, смањењем волумена дисајног волумена и смањењем брзине вентилације. Контрола инспирације и експирације је важна за спречавање баротрауме код пацијената са опструктивном болешћу дисајних путева (нпр астма и хронична опструктивна болест плућа). 
Третман баротраумом укључује решавање специфичних компликација (нпр пнеумоторакса), снижавање притиска на ниво на мање од 30 смањењем дисајног волумена и корекцијом основних поремећаја. Иако баротраума може бити узрок повећане смртности, она често није и директан узрок смрти.

### Волутраума
Волутраума се обично тумачи као прекомерна дистензија плућа, на чију појаву утиче ограничавајући физички лимит структуре плућа који при укупном капацитету плућа (TLC енг. Total lung capacity ; двоструки до троструки FRC), увећава запремину плућа на рачун колагена влакна која се максимално издужују. 
Оштећења волотраумом настају ако примењена енергија рашири структуре плућа више пута изнад њеног TLC. великим делом кроз „микрофрактуре“ ванћелијског матрикса, изазване запаљењском реакцијом и васкуларним променама које доводе до оштећења ткива и/или њиховог запаљења. Тако настало локално запаљење смањује могућност пацијента да се опорави од АРДС-а, јер може појачати системски запаљењски одговор и развити ателектрауму на коју треба посумњати као могућу компликацију механичке вентилације. 

## Пнеумонија повезана са механичком вентилацијом
Пнеумонија повезана са механичком вентилацијом (ВАП) је по живот опасна компликација са стопом смртности од 33-50%, и учесталошћу од 8-28% пацијената на механичкој вентилацији. Инциденција је 1-4 случаја на 1.000 дана мехеничке вентилације. 
Ризик од ВАП је највећи одмах након интубације. Процењује се да се ВАП развија брзином од:
- 3% дневно током првих 5 дана,
- 2% дневно током наредних 5 дана,
- 1% дневно након тога.

ВАП се јавља чешће у трауматским, неурохируршким или опекотинским јединицама, него у респираторним јединицама и јединицама интензивне неге.
ВАП је дефинисан као нова инфекција плућног паренхима која се развија у року од 48 часа након интубације. На ВАП треба посумњати када се појави нови или промењен плућни инфилтрат који се види у комбинацији са температуром, леукоцитозом и гнојним трахеобронхијалним секрецијама. Међутим, многе болести могу изазвати ову клиничку слику. Примери укључују аспирацијски пнеумонитис, ателектазу, плућну тромбоемболију, реакције на лекове, плућно крварење и пнеумонитис изазван зрачењем.  
Микроорганизми укључени у ВАП који се јављају током првих 48 сати након интубације су флора горњих дисајних путева, укључујући Haemophilus influenza и Streptococcus pneumonia. Након овог раног периода, грам-негативни бацили као што је Pseudomonas aeruginosa; Escherichia coli; and Acinetobacter, Proteus и Klebsiella species превладавају. Staphylococcus aureus, посебно S aureus  резистентан на метицилин (MRSA), обично постаје главни инфективни агенс после 7 дана интубације и механичке вентилације. 
Терапија
Већина медицинске литературе препоручује почетну терапију антибиотицима широког спектра који покривају патогене отпорне на више лекова све док се не утврди осетљивост микроорганизма који узрокују болест. Избор антибиотика треба да буде прилагођен микроорганизмима и антимикробној резистенцији која се примећује на сваком одељењу.

## Кардиоваскуларни и други ефекти механичке вентилације
- Механичка вентилација увек има неки утицај на кардиоваскуларни систем, јер дејством позитивног притиска може умањити преднапрезање, јачину срчаног удара и срчани рад.

- Вентилација позитивним притиском такође утиче на бубрежни проток крви и функцију бубрега, што резултује постепеним задржавањем течности у телу.

- Учесталост улкусних промена и илеуса повезан је са седацијом коју пацијенти добија у механичкој вентилацију. У ствари, механичка вентилација је основна индикација за ГИ профилаксу.

- Позитивни притисак који се одржава у грудима може смањити венски повратак из главе, и тиме повећати интракранијални притисак и изазива узнемиреност, делиријум и недостатак сна.